# Московський інститут нафти і газу імені І. М. Губкіна
Російський державний університет нафти і газу (національний дослідний університет) імені І. М. Губкіна (федеральний державний автономний освітній заклад вищої освіти «Російський державний університет нафти і газу (національний дослідний університет) імені І. М. Губкіна») — університет в Росії. Готує фахівців для нафтової та газової (добувної та переробної) промисловості. У 2010 році отримав статус — Національний дослідний університет.

## Загальний опис
Попередником університету була Московська гірнича академія, заснована в 1918 році. 5 серпня 1920 року тут було створено нафтогазотехнічний факультет, який очолив Іван Губкін. 17 квітня відбулася реорганізація Академії та створено шість самостійних інститутів, в тому числі Московський нафтовий інститут, який отримав ім'я Івана Губкіна.
Під час Другої світової війни колектив інституту був мобілізований. У жовтні 1941 року, коли бойові дії наближалися до Москви, весь університет був евакуйований до Уфи. У 1943 році повернулася до Москви. В Уфі залишився філіал, на базі якого в 1948 році був створений Інститут нафти в Уфі (Уфимський державний нафтовий технічний університет).
Університет кілька разів змінював назву: у 1958 році на Московський інститут нафтохімічної та газової промисловості імені Івана Губкіна, у 1980 році на Московський інститут нафти і газу імені Івана Губкіна, у 1991 році на Державну академію нафти та газу імені Івана Губкіна. У 1998 році отримав статус університету і назву Російського державного університету нафти і газу імені І.М. Губкіна.

## Факультети
- Факультет геології та геофізики нафти та газу — заснований у 1930 році, на факультеті викладали І. М. Губкін, Л. В. Пустовалов, М. М. Чаригін, А. А. Бакіров.
- Факультет розробки нафтових та газових родовищ — напрямок «Нафтогазова справа», спеціальності: «Розробка та експлуатація нафтових та газових родовищ», «Буріння нафтових та газових свердловин», «Фізичні процеси нафтогазового виробництва».
- Факультет проектування, спорудження та експлуатації систем трубопровідного транспорту — 4 галузеві лабораторії факультету надають студентам сучасне обладнання для роботи та широкі можливості для підвищення своїх професійних знань.
- Факультет інженерної механіки — готує інженерів та техніків для нафтової промисловості (загальнотехнічні, токарні слюсарні спеціальності). Є спеціальність юридичного профілю (специфікація обладнання, безпека життєдіяльності). Основна спеціальність факультету — «Машини та обладнання нафтових та газових промислів» — готує кадри в галузі техніки та технологій для буріння нафтових та газових свердловин, експлуатації нафтових та газових родовищ, збору, підготовки та транспорту вуглеводнів.
- Факультет хімічної технології та екології — створений у 1930 році, як факультет переробки нафти серед перших чотирьох факультетів щойно організованого інституту. Перші 30 років на факультеті велася підготовка з однієї спеціальності — інженера-технолога з переробки нафти. У 1960 році на хіміко-технологічному факультеті було відкрито три нові спеціальності: технологія основного органічного та нафтохімічного синтезу, технологія рідких хімічних речовин та радіаційна хімія. З 1989 року розпочалася підготовка інженерів-екологів за спеціальністю охорона навколишнього середовища та раціональне використання природних ресурсів.
- Факультет автоматики та обчислювальної техніки — поглиблена фізико-математична підготовка та інформатика.
- Факультет комплексної безпеки паливно-енергетичного комплексу — здійснює підготовку за низкою спеціальностей та напрямків у галузі інформаційної безпеки та захисту інформації. Створено у 2018 році.
- Факультет економіки та управління — утворений у 1930 році. Підготовка фахівців для економічних, фінансових, кадрових та інших служб нафтогазового комплексу.
- Факультет міжнародного енергетичного бізнесу — підготовка бізнес-аналітиків з енергетики, світової економіки, геополітики, нафтотрейдингу та міжнародної енергетичної логістики. Створено у 2011 році.
- Юридичний факультет — готує юристів. Створено у 1998 році.

## Інтернет-ресурси
- gubkin.ru [Архівовано 23 серпня 2007 у Wayback Machine.]